# Idvik
Idvik (mađ. Baranyahídvég) je selo na krajnjem jugu Republike Mađarske.
Zauzima površinu od 8,49 km četvornih.

## Zemljopisni položaj
Nalazi se na 45° 50' 47" sjeverne zemljopisne širine i 18° 1' 24" istočne zemljopisne dužine, 6 km sjeverno od Drave i granice s Hrvatskom. Podravska Moslavina u RH je 7 km jugozapadno. Vajslovo je 1 km sjeverozapadno, Sámod je 200 m sjeverno, Adorjás je 1 km istočno-sjeveroistočno, Drávapiski su 3 km istočno, Kémes je 4 km istočno-jugoistočno, Cún je 3 km jugoistočno, Kisszentmárton je 1 km južno, Hirics je 2 km jugozapadno, Rádfalva je 4 km istočno-sjeveroistočno, a 2,5 km, a Spornica 4 km istočno-jugoistočno, Lúzsok je 5 km zapadno. Zapadno je kraj zvan Ormansag. Pored Idvika prolazi potok Fekete-víz.

## Upravna organizacija
Upravno pripada Šeljinskoj mikroregiji u Baranjskoj županiji. Poštanski broj je 7841. 

## Povijest
Idvik (Hídvég)  srednjovjekovni izvori spominju prvi put pod imenom Hydwegh. Njegovo kasnije ime Kishídvég se javlja u spisima opatica sa Zečjeg otoka kojima je u to vrijeme pripadao.
Za vrijeme turskih osvajanja je ovo selo bilo na putu vojskama, kao i na putu vojskama dok su izvodile ratne pokrete. Zbog toga su stanovnici napustili ovo selo.
Polovicom 18. st. se u ovom selu pojavljuju reformirani kršćani, a u 2. polovici 18. st. su u Idviku živjeli brojni rimokatolici.
Polovicom 20. st. su se u ovom selu naselile hrvatske i njemačke obitelji. 
Do 2004. je nosilo ime Baranyahidvég.

## Gospodarstvo
Poljodjelstvo.

## Promet
Idvik se nalazi duž južne strane željezničke prometnice Šeljin-Harkanj, a u selu se nalazi i postaja. Unatoč tome, postaja nosi naziv nešto udaljenijeg sela Sámod.

## Stanovništvo
Idvik ima 234 stanovnika (2001.). Mađari su većina, a Romi, koji u selu imaju manjinsku samoupravu, čine 3% stanovnika. Preko 3/4 stanovnika su rimokatolici, a preko petine stanovnika su kalvinisti.

## Vanjske poveznice
- Idvik na fallingrain.com